# 左良
左良（1921年—2014年7月22日），河南新乡人，中华人民共和国政治人物。
早年参加八路军，参加百团大战等。第二次国共内战期间，参加淮海战役、渡江战役、成都战役。中华人民共和国成立后，担任南京军事学院学院学术研究室研究员副主任，后担任解放军军政大学副教育长，解放军军事学院副教育长、训练部副部长等职。